# Quilaphoestosus sacerdos
Quilaphoestosus sacerdos är en fjärilsart som beskrevs av Felix Bryk 1945. Quilaphoestosus sacerdos ingår i släktet Quilaphoestosus och familjen praktfjärilar. Inga underarter finns listade.